# Simulium clathrinum
Simulium clathrinum är en tvåvingeart som beskrevs av M. Josephine Mackerras 1948. Simulium clathrinum ingår i släktet Simulium och familjen knott. Inga underarter finns listade i Catalogue of Life.